# Le roi d'Ys

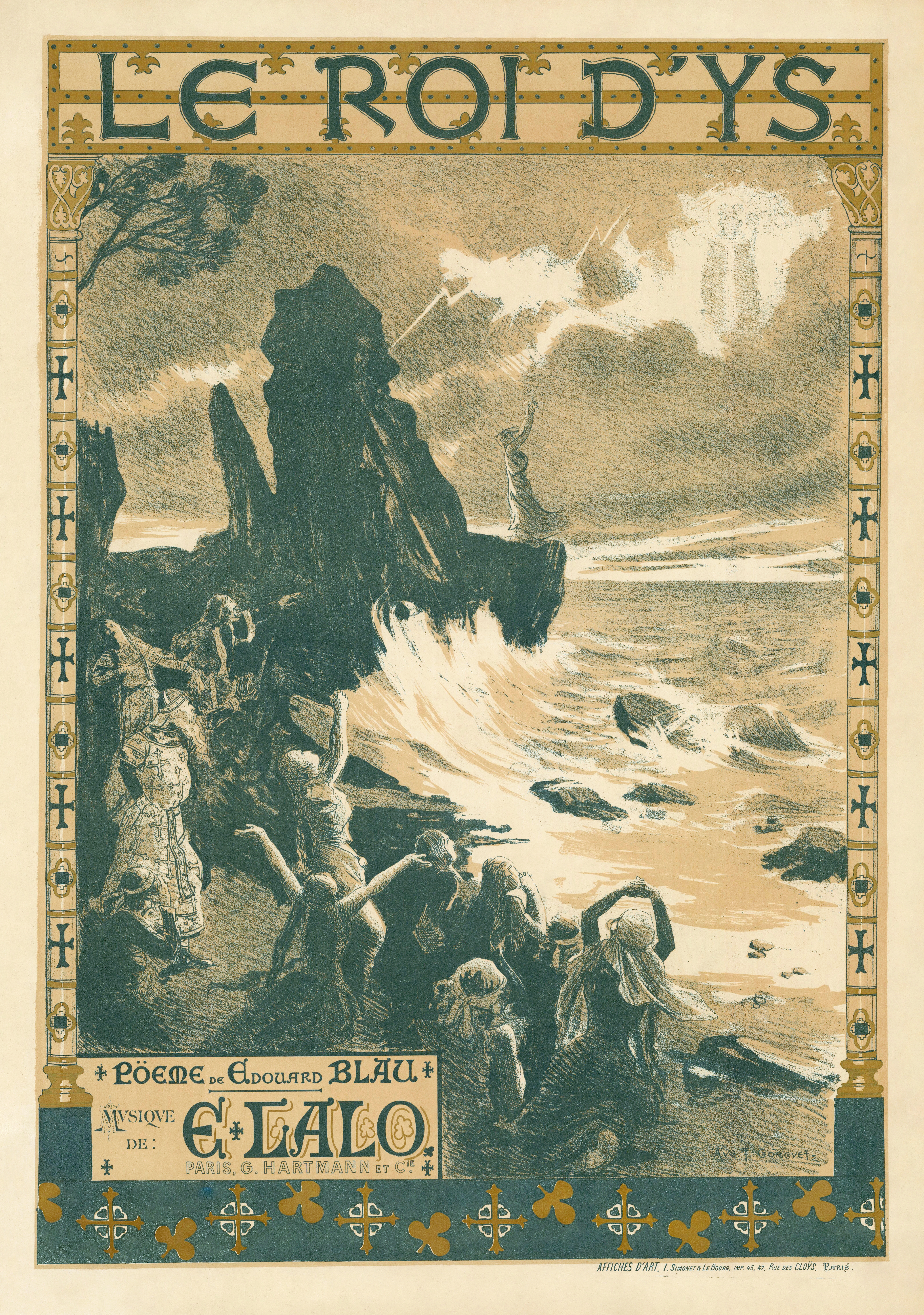
Affisch från premiären 1888

Le Roi d'Ys (Kungen av Ys) är en opera i tre akter med musik av Édouard Lalo och libretto av Édouard Blau efter sägnen om den sjunkna staden Ys vid Bretagnes kust. Staden var, enligt legenden, huvudstad i kungadömet Cornouaille. 
Operan hade premiär den 7 maj 1888 på Théâtre Lyrique i Place du Châtelet i Paris. Förutom ouvertyren är operans mest kända stycke tenorens aubade i akt 3, "Vainement, ma bien-aimée" ("Förgäves, min älskade").
Lalo var känd utanför Frankrike primärt för andra verk, men i Frankrike var han erkänd enbart för denna opera. Hans första version av operan blev regelbundet refuserad under 1870-talet men det reviderade verket möttes av stor succé det närmaste decenniet och blev hans mest spelade scenverk.

## Historia
Lalo komponerade Le Roi d'Ys mellan 1875 och 1878. Hans intresse för folkloren i Bretagne grundlades av hans hustru, kontraalten Julie de Maligny, som var från regionen. Rollen Margared var ursprungligen skapad för henne.
Det visade sig dock svårt att få operan uppförd. Den refuserades av Théâtre Lyrique 1878 och av Parisoperan 1879, men utdrag från operan framfördes konsertant med Julie as Margared. Lalo reviderade operan 1886 och den hade slutligen premiär den 7 maj 1888 med stor succé. Inom ett år efter premiären hade Le Roi d'Ys spelats över 100 gånger.

## En franskWagner-opera
Några kritiker kritiserade Lalo för hans "Wagnerism" och menade att han hade varit för beroende av den tyske operatonsättaren. I viss mån hade de rätt då det finns spår av Wagner i operans kompositionsstruktur och svepande orkestrering, och inte minst återfinns wagnerianska undertoner i handlingen. Lalo bidrog till detta genom att erkänna sig tillhöra en sammanslutningen Le petit Bayreuth. Men operan är inte enbart en hyllning till Wagner, ty i sina melodier och sensuella harmonier exemplifierar den den delikata och musikaliska livsglädje som är så karaktäristisk för mycket av fransk musik. Det återfinns inte bara Wagner i musiken. Många av melodierna blickar tillbaka på Gounod och vissa harmonier blickar till och med framåt mot Debussy.

## Personer

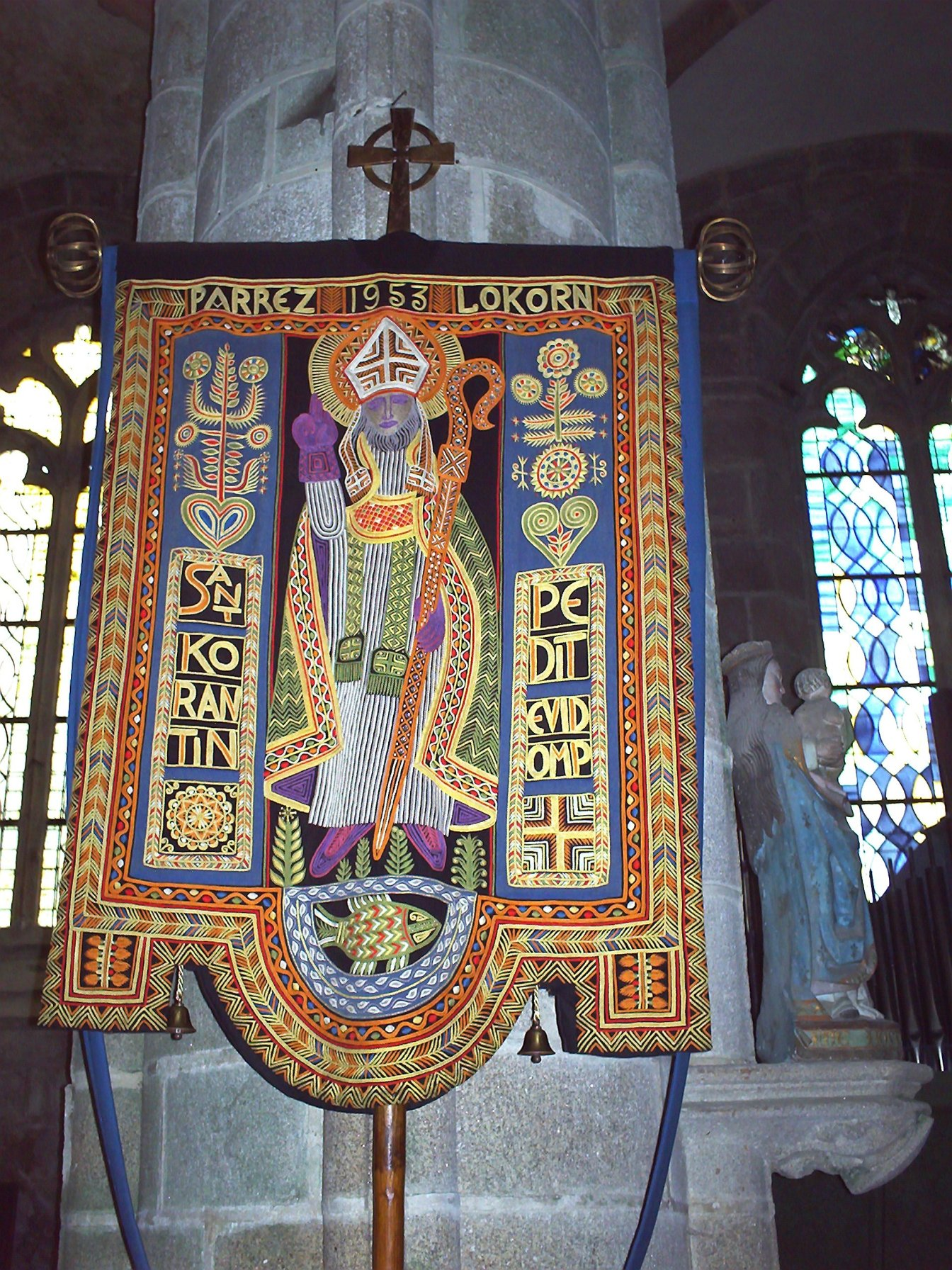
Den helige Corentins baner i kyrkan i Locronan.

| Roller                                                | Stämma      | Premiärbesättning den 7 maj 1888 (Dirigent: Jules Danbé) |
| ----------------------------------------------------- | ----------- | -------------------------------------------------------- |
| Kungen av Ys                                          | basbaryton  | Cobalet                                                  |
| Margared, Kungens dotter                              | mezzosopran | Blanche Deschamps-Jéhin                                  |
| Rozenn, Kungens dotter                                | sopran      | Cécile Simonnet                                          |
| Prins Karnac                                          | baryton     | Max Bouvet                                               |
| Mylio, en riddare                                     | tenor       | Jean-Alexandre Talazac                                   |
| Jahel, kungens härold och hovmarskalk                 | baryton     | Boussac                                                  |
| Den helige Corentin                                   | bas         | René Fournets                                            |
| Byfolk, soldater, riddare, präster, ryttare, hovdamer |             |                                                          |

## Handling

### Akt I
Kungen av Ys ligger i krig med sin granne prinsen av Karnac. Hans dotter Margared och Rosenn har båda varit förälskade i riddaren Mylio, som uppges ha stupat i en drabbning. Kungen har gjort upp med Karnac att de skall sätta punkt för kriget genom att denne äktar Margared, men då hon får veta att Mylio alltjämt är i livet beslutar hon sig för att ta honom till make om det så skall kosta fadern hans kungarike. Karnac blir ursinnig och utmanar Mylio på duell, och kungen lovar då att ge sin andra dotter Rosenn åt segraren.

### Akt II
Mylio vinner, och Margared blir så vred vid tanken på att Rosenn skall få Mylio att hon uppmanar Karnac att översvämma staden genom att öppna slussarna ut mot havet.

### Akt III
Vattnet börjar stiga och kungafamiljen flyr till ett tryggt område, men då Margared ser att invånarna drunknar bekänner hon sin skuld och kastar sig i havet. Hennes offer räddar staden i och med att Den helige Corentin stiger upp ur havet och befaller vattenmassorna att dra sig tillbaka, och allt folk ber att Margared skall få syndaförlåtelse.